# MusicaPerBambini (musicista)
MusicaPerBambini, pseudonimo di Manuel Bongiorni (Piacenza, 10 febbraio 1973), è un cantautore italiano.
Ha pubblicato 8 album di cui 7 sotto questo pseudonimo: Nascondino coll'assassino (1998), Del Superuovo (2002), M  sica (2005), Dio Contro Diavolo (ovvero La Girella del Guitto) (2008), Dei Nuovi Animali (2011), Capolavoro (2014), Alla fiera della fine (2019) ed uno solo nel 2006 col suo vero nome anagrafico intitolato Storie per un re, sponsorizzato dal Parco delle Fiabe del Castello di Gropparello.

## Produzione discografica
Dal 2005 al 2008 è stato legato all'etichetta discografica Betulla Records. I dischi vengono registrati presso l'Elfo Studio di Tavernago (PC). Nel 2008 è passato sotto la Trovarobato, con la quale ha pubblicato tre album: Dio Contro Diavolo (ovvero La Girella del Guitto) (2008), Dei Nuovi Animali nel 2011, sorta di concept album sulla trasfigurazione del corpo e Capolavoro nel 2014, un concept album sul lavoro e sui mestieri. Nel 2019 Trovarobato, in collaborazione con Hukapan, etichetta della band Elio e le Storie Tese, pubblica Alla Fiera della Fine.

## Collaborazioni esterne
Ha collaborato con Radio Deejay producendo la sigla finale di B-Side (stagione 2006-2007), programma condotto da Alessio Bertallot. Nel 2007 ha realizzato un brano ispirato da un servizio di Dispenser, programma di Radio2 condotto da Matteo Bordone, Paper Dress. Nei suoi ultimi album Alessio Bertallot, La Pina, Diego Passoni, Caparezza, Marta sui Tubi, Elio, Rocco Tanica hanno prestato la voce per alcuni brani; Bologna Violenta e Friedrich Micio hanno contribuito musicalmente in alcune tracce. Con questi ultimi nel 2023 produce anche la raccolta L'AntiCamera, contenente brani del passato completamente riarrangiati in chiave classica oltre a qualche inedito e agli usuali intermezzi "sghembi".
Nel 2019, ha partecipato al programma televisivo Battute? su Rai 2.

## Esibizioni dal vivo
I concerti sono caratterizzati da performance teatrali, che contestualizzano i brani cantati assieme a Manzo su una base suonata da Gigi Funcis o accompagnati da una semplice chitarra acustica. Come una sorta di cover band di sé stesso nei live si fa aiutare dai vari collaboratori: cantanti, attori, mimi e giocolieri, in una formazione sempre cangiante che rende lo spettacolo completamente diverso da tutti quelli precedenti. Questo tipo di esibizioni è stato portato, in forma ridotta, anche in radio (su Radio Deejay per B-Side), e in televisione (su MTV per Your Noise). Da La Bella Addata a inizio 2014, la parte elettronica di MusicaPerBambini è affidata a Gigi Funcis degli Eterea Post Bong Band, diventato per un lungo periodo membro stabile della formazione. La sua funzione, oltre a gestire l'elettronica, era anche distorcere dal vivo le voci e campionare il pubblico durante lo spettacolo.

### L'Uomo Quasi Vivo
Lo spettacolo si chiama L'Uomo Quasi Vivo ed è costituito da tre parti, di solito interpretate in date diverse: L'immacolata connessione, Ritorno all'infravita e La numero zero (Dio-Diavolo).

## Discografia

### Come MusicaPerBambini
- 1998 – Nascondino coll'assassino
- 2002 – Del Superuovo
- 2005 – M  sica
- 2008 – Dio Contro Diavolo (ovvero La Girella del Guitto)
- 2011 – Dei Nuovi Animali
- 2014 – Capolavoro
- 2019 - Alla fiera della fine
- 2023 - L'AntiCamera (con Friedrich Micio)

### Come Manuel Bongiorni
- 2006 – Storie per un re